# Penetrantia densa
Penetrantia densa är en mossdjursart som beskrevs av Silén 1946. Penetrantia densa ingår i släktet Penetrantia och familjen Penetrantiidae. Inga underarter finns listade i Catalogue of Life.